# Johann Heiss
Johann Heiss (* 19. Juni 1640 in Memmingen; † 1704 in Augsburg) war ein deutscher Barockmaler.

## Leben
Johann Heiß war Sohn seines gleichnamigen Vaters und seiner Mutter Anna Maria Hägg. Laut Taufbuch von St. Martin in Memmingen wurde er am 19. Juni 1640 getauft. Seine Lehrjahre in Memmingen, absolvierte er bei Johann Conrad Sichelbein und Johann Sichelbein. Wo er seine Wanderjahre verbrachte, ist nicht belegt. Es wird aber angenommen, dass er sich für seine malerische Weiterentwicklung auch in Italien aufgehalten hat. 1663 und 1664 befand er sich in Stuttgart in Diensten des württembergischen Herzogs Eberhard III. Die Tätigkeit am württembergischen Hof gab Heiß die Möglichkeit, sich aus den Beschränkungen seiner Zunft zumindest ein Stück weit zu lösen. Ab etwa 1669/1670 lebte er wieder in Memmingen und heiratete seine erste Frau Anna Ruepprecht. In dieser Zeit schuf er eine Reihe von Historienbildern, die sein überregionales Renommee begründeten und zu einer lobenden Erwähnung in Sandrarts Teutscher Akademie von 1675 führte. Dazu gehörte auch ein Passionszyklus für die Sakristei der Klosterkirche, die vom Benediktinerkloster Ochsenhausen beauftragt wurde. 1674 schuf er für die Augsburger Ev. Hl. Kreuz-Kirche die Taufe Christi. 1677 siedelte er ganz nach Augsburg über, blieb aber Memminger Bürger, auch als er seine zweite Frau heiratete, die aus Augsburg stammte. Anders als das kleinere protestantische Memmingen bot das größere und in religiösen Fragen offenere Augsburg mehr künstlerische Möglichkeiten. Zudem betrieb Augsburg eine aktive Ansiedlungspolitik um sich von den erheblichen wirtschaftlichen Einbußen des Dreißigjährigen Krieges schrittweise zu erholen. Produziert wurde nicht nur für den Augsburger Bedarf, sondern Augsburg war Umschlagplatz für Kunstsammler im gesamten Reich. Gerade seine Bilderrätsel in den allegorischen, mythologischen und religiösen Werken, die zu ihrem Verständnis aufgelöst werden mussten, trafen den Geschmack einer gebildeten Kundschaft. Eine zumindest zeitweise Zusammenarbeit von Heiß mit dem Kunstverleger Stephan Maystetter für Kupferstiche nach eigenen und fremden Vorlagen ist belegt. Den Augsburger Lokalstil prägte Heiß in dieser Zeit wesentlich mit. Um die steigende Nachfrage nach seinen Werken zu befriedigen, hat er mutmaßlich auch Hilfskräfte eingesetzt, was zu einem Nachlassen in der Qualität führte. Auch sein Altersstil wird mehr als Nachlassen seiner Kunstfertigkeit denn als Vollendung gewertet. Am 14. Februar 1704 wurde Heiß in Ev. St. Anna-Kirche in Augsburg begraben.

## Werke

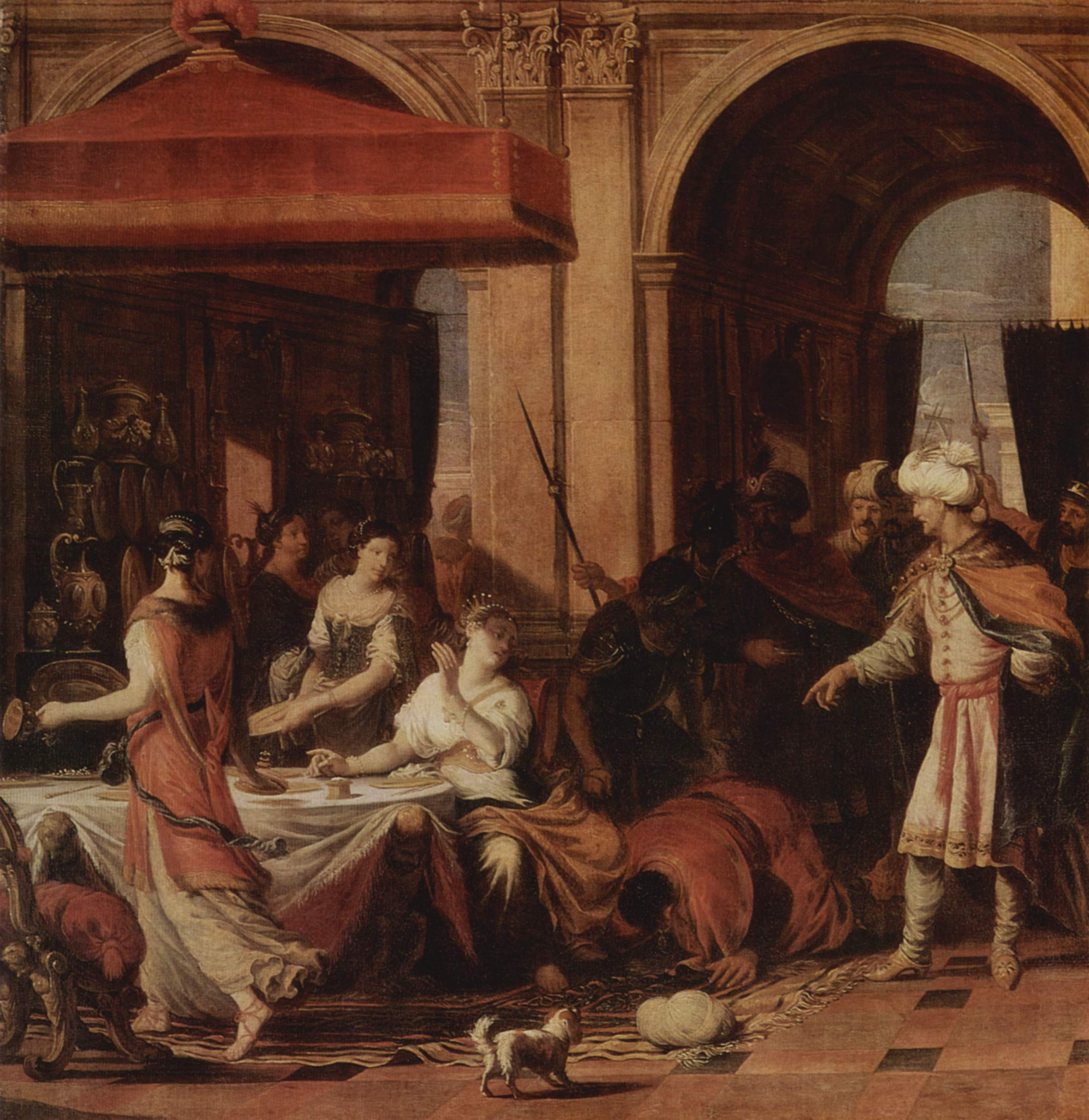
Heiss: Das Gastmahl der Esther, St. Petersburg, Eremitage.

Werke von Heiss sind in Deutschland zu sehen in der Barockgalerie im Schloss Ludwigsburg, im Stadtmuseum Memmingen, im Herzog Anton Ulrich-Museum (Braunschweig), in den Bayerischen Staatsgemäldesammlungen, im Germanischen Nationalmuseum (Nürnberg), der Deutschen Barockgalerie (Augsburg), dem Zeppelin Museum Friedrichshafen und der Staatsgalerie (Stuttgart). Im Ausland ist er vertreten durch Werke im Louvre (Paris), im Kunsthistorischen Museum (Wien) und der Eremitage (Sankt Petersburg).
Seine Bildwerke umfassen unter anderem:
- Ecce homo, 1662, Diözesanmuseum Freiburg
- Um 1666: Altarbilder zweier Seitenaltäre der Wallfahrtskirche zum hl. Rasso in Grafrath
- Zyklus (Kreuzigung Christi u. 5 weitere Bilder), 1670, urspr. Klosterkirche der Benediktiner-Reichsabtei Ochsenhausen
- Die Taufe Christi, 1674, urspr. für Kirche Evangelisch Kreuz, Augsburg
- Zyklus Vier Jahreszeiten, 1676
- Zyklus Der verlorene Sohn, 1676
- Akademiebilder, Szenen insp. durch Augsburger Akademie (1670 bis 1673 gegründet von Joachim von Sandrart)
- Der Auszug der Islaeliten aus Ägypten, 1677, Gemäldegalerie Alte Meister, Dresden
- Allegorie der Abundantia mit Flussgöttern, um 1698, Merkantilmagistrat, Bozen

1675 wird Heiss von Joachim von Sandrart ausdrücklich in seiner „Teutschen Academie“ als Historienmaler, dessen Bilder „die Liebhaber und Kunstverstaendige sehr wohl contentiren“ erwähnt.
Sein in mehreren Archiven verzeichnetes Werk „Manus Dei“ gilt als verschollen. Bekannt wurde es durch eine Fälschung des Malers Wolfgang Beltracchi, die unter anderem im Szépművészeti Múzeum ausgestellt wurde.

## Ausstellung
- Johann Heiß. Schwäbischer Meister barocker Pracht vom 18. Oktober 2002 bis 9. Februar 2003 im Zeppelin Museum Friedrichshafen mit Katalog